# Premio Václav Havel
El Premio Václav Havel, para la disidencia creativa es un premio establecido en 2012 por la Fundación de Derechos Humanos con sede en la ciudad de Nueva York.
Fue nombrado en honor del dramaturgo disidente y político checo Václav Havel, el premio fue fundado con la ayuda de su viuda la actriz Dagmar Havlová, quien fuera primera dama de República Checa desde 1997 al 2003.
Los galardonados con el Premio Havel reciben una representación artística de la "Diosa de la Democracia", la estatua erigida por los líderes estudiantiles chinos durante las Protestas de la Plaza de Tiananmén de 1989. Además, los galardonados de cada año también comparten un premio de 350,000 coronas noruegas.

## Galardonados
| Año  | Galardonados | Notas |
| ---- | --- | --- |
| 2012 | El disidente chino Ai Weiwei, la activista birmana por la democracia Aung San Suu Kyi y la activista de los derechos de las mujeres saudíes Manal al-Sharif[3]            | Presentado el 9 de mayo de 2012 en Oslo, Noruega, por el Oslo Freedom Forum.[4] Después que el discurso de al-Sharif fuera visionado cientos de veces en YouTube, perdió su trabajo como consejera de seguridad en Saudi Aramco, la compañía petrolera nacional de Arabia Saudí.[5] El presentador Garry Kasparov declaró que los tres galardonados habían mostrado "no solo coraje, sino también pasión y humor, exponiendo la inhumanidad de las dictaduras."[4] |
| 2013 | El caricaturista sirio Ali Farzat, el activista norcoreano por la democracia Park Sang Hak y el grupo cubano de la sociedad civil Damas de Blanco                         | Presentado el 15 de mayo de 2013 en Oslo por el Oslo Freedom Forum.[6] Berta Soler, líder de las Damas de Blanco, recibió el premio en su primer día fuera de su país natal Cuba, y también recibió el Premio Sakharov por la libertad de pensamiento.[7] |
| 2014 | El activista turco y artista de performance Erdem Gunduz, el grupo punk de protesta Pussy Riot, y el preso político director de documentales tibetano Dhondup Wangchen[8] | |
| 2015 | El movimiento sudanés por la resistencia no-violenta Girifna, la comediante indonesia Sakdiyah Ma'ruf y el artista de grafiti y activista cubano El Sexto.[8]             | |
| 2016 | La caricaturista iraní Atena Farghadani, El artista ruso de performance Petr Pavlenski y la fotoperiodista uzbeca Umida Akhmedova.[9]                                     | |
| 2017 | El artista zimbabuense Silvanos Mudzvova, la poeta bareiní Aayat Alqormozi y el grupo venezolano de sátira El Chigüire Bipolar.                                           | Entregado el 24 de marzo de 2017 en Oslo, Noruega. |